# Maculinea vagula
Maculinea vagula är en fjärilsart som beskrevs av Szabó 1956. Maculinea vagula ingår i släktet Maculinea och familjen juvelvingar. Inga underarter finns listade i Catalogue of Life.